# マーサ・シュワルツ
マーサ・シュワルツ（Martha Schwartz、1950年 - ）は、米国のランドスケープアーキテクト、大学教授。ケンブリッジ、マサチューセッツ、ロンドンに Martha Schwartz Partnersという名前のオフィスを主宰。シュワルツは、 ハーバード大学デザイン大学院ランドスケープ学科教授としても教えている。ペンシルベニア州フィラデルフィア出身。 

## 人生と仕事
彼女の作品は、都市規模のプロジェクトと景観における新しいデザイン形態の探求に焦点を当てている。 ランドスケープ、デザイン、アートの間の境界をあいまいにするランドスケープデザインソリューションを開発することを目的としている。  シュワルツはランドスケープアーキテクトのピーター・ウォーカー (ランドスケープアーキテクト)と結婚し、彼と共同オフィスを構え、プロジェクトのために従事。 建築家のフィリップ・ジョンソン、John Burgee Architects、 Mark Mack 、磯崎新と協働。 

### 初期の時代と教育
ペンシルベニア州フィラデルフィア出身のシュワルツは、1973年にミシガン大学の美術学校で美術を学び、美術学士号を取得しました。2年間、ミシガン大学で大学院でランドスケープ・アーキテクチャーを学び、1977年に修士号を取得。 その後ハーバード大学に移籍。デザイン大学院で SWAグループでの夏のインターンシップ期間中、シュワルツはランドスケープの概念的な可能性を表現するためにランドアートへの興味を高めました。シュワルツは実践の形成期に、ポップアート、ミニマリズム、ランド・アート、そしてイサム・ノグチのような彫刻家のような多様な創造的な影響を引き出すことによって、従来の風景美学に挑戦。彼女のキャリアは、1979年に彼女の最初のプロジェクトであるThe Bagel Gardenによって開始された。「職業における芸術の欠如を疑うダダ風のインスタレーション」（引用が必要）

### デザインアプローチとインスピレーション
彼女の会社が採用したデザインアプローチは、都市環境における気候変動に対処するために、ランドスケープベースの技術とエコロジーの統合を通じて芸術と気候変動の適応を統合しています。同社の作品は、アイルランドのダブリンの大運河広場、イギリスのマンチェスターのエクスチェンジ広場のような都市景観プロジェクト、中国の西安の都市と自然のインスタレーションのようなより概念的なインスタレーションなど、非常にカラフルなプロジェクトによって特徴付けられています。ハンプトンイン、ニュージャージー州のウィンスローファーム農園、カナダのトロントのヨークビルパーク、カナダのジェラルトンテーリングスランドスケープなどの企業の自然主義的なプロジェクトや、モンテ - ラ - パークなども、あまり知られていないが、手掛けている。

### キャリアとアドボカシーを教える
1990年に、シュワルツは彼女自身の会社を設立。ランドスケープ分野で若い専門家の助けを借りて分野の伝統的な考えそして風景を反転することを可能にし、2007年以来、ランドスケープ・アーキテクチャーの実務経験を持つ教授であり、ハーバード大学デザイン大学院で持続可能な都市のためのワーキンググループのメンバーを務めています。彼女はまたローマのアメリカアカデミーの会員でもあった（1993）。  ランドスケープ建築財団（LAF）の気候変動行動グループの創設メンバーでもあるシュワルツは、アメリカランドスケープアーキテクト協会（ASLA）の気候変動に関するブルーリボン委員会のメンバーでもあります。

### マーサシュワルツパートナーズ（MSP）
1980年に設立されたMartha Schwartz Partnersは、英国のロンドンに本社を置き、米国のニューヨークシティと中国の上海にオフィスを構えています。

## 重要な作品とプロジェクト

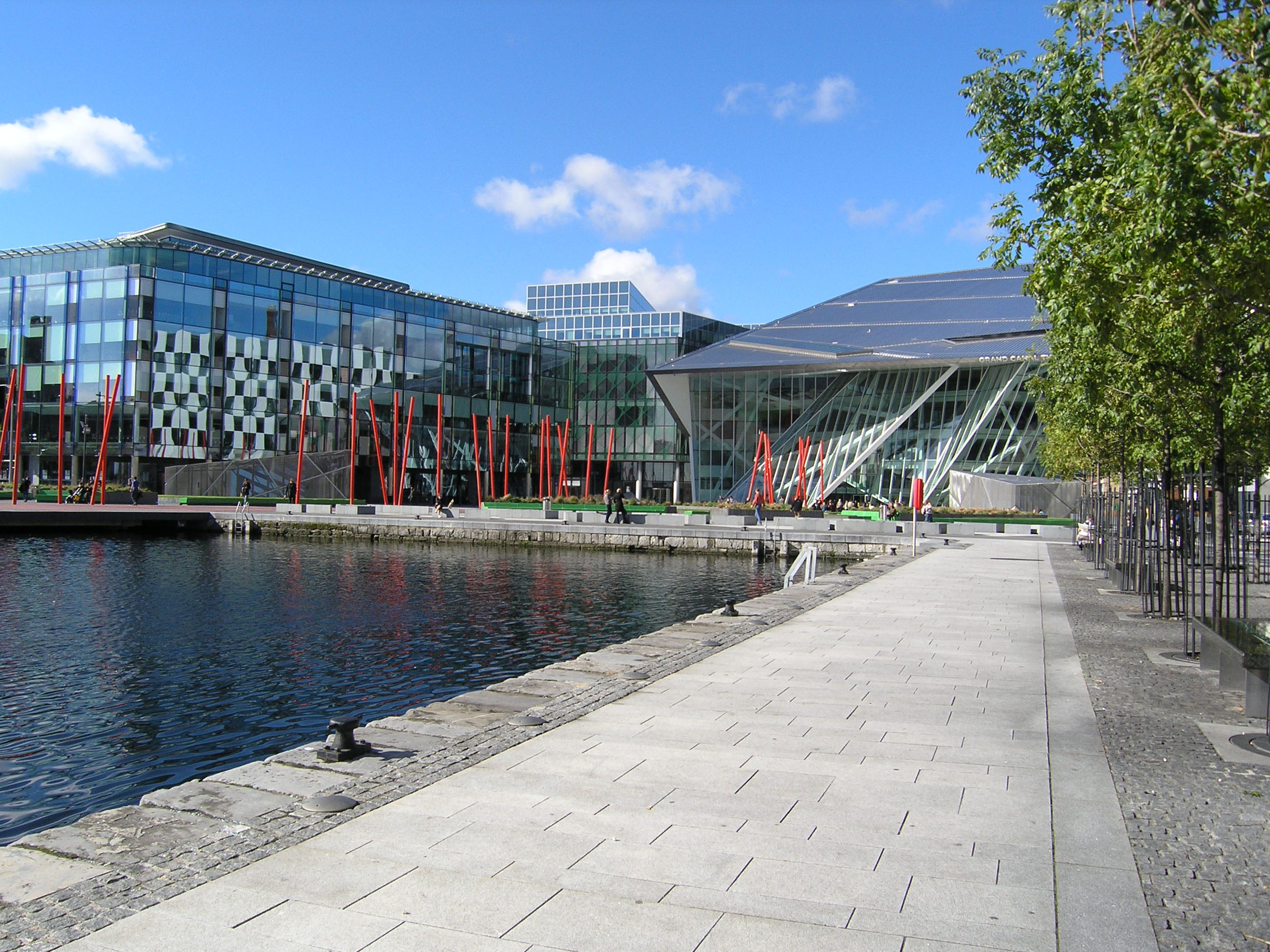
ダブリン大運河劇場広場のデザイン

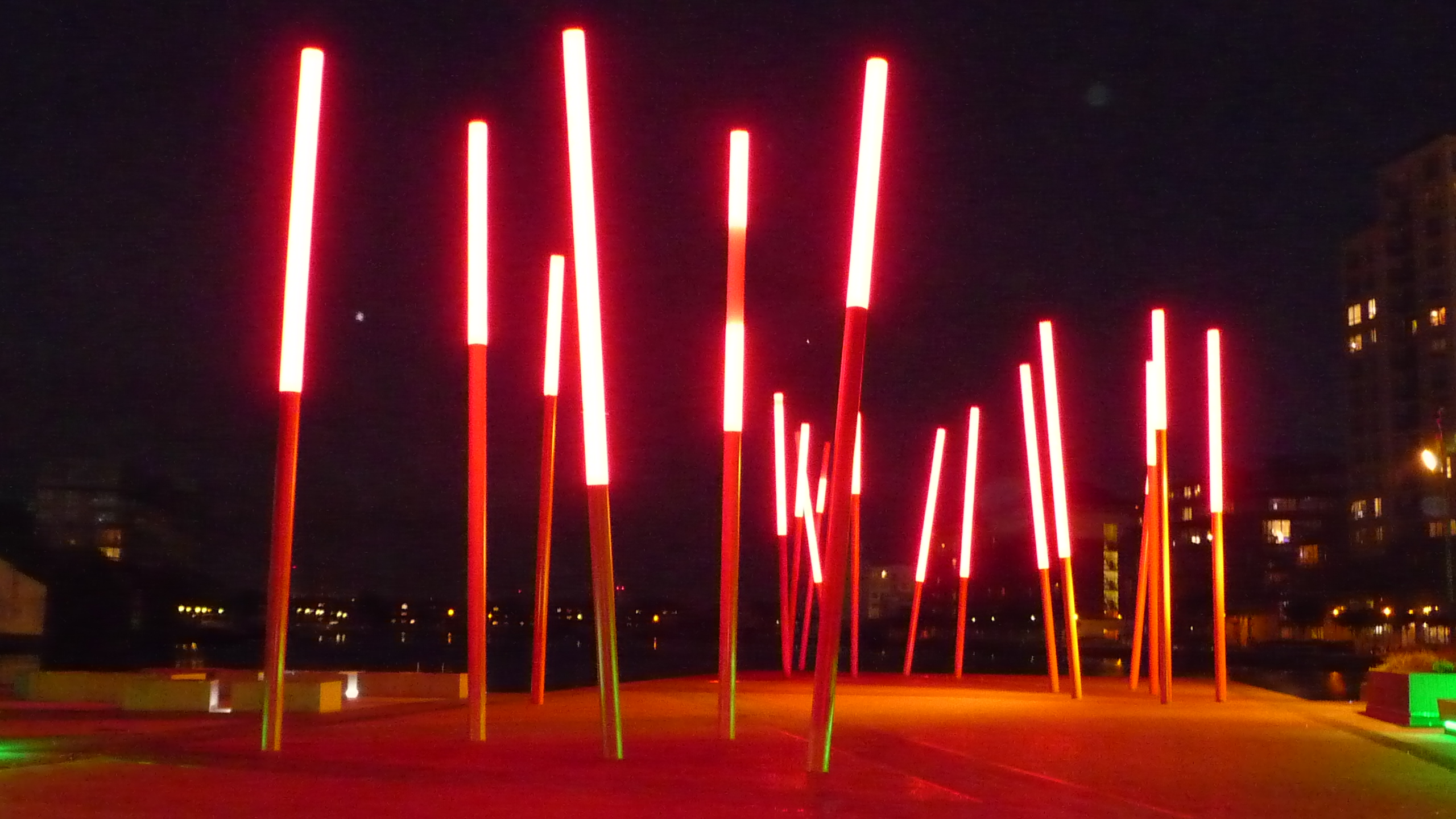
ダブリン大運河劇場広場の照明

- スイス再本部ドイツ。 2002年。 Unterföhring、ドイツ（建築家：Bothe Richter Teherani）
- ネクサスワールド香椎 - 福岡県国際住宅、サイトB-4。 1990年から1991年。 福岡、日本（建築家：マーク・マック）
- HUDプラザ、ワシントンDC 1994-1995。 米国ワシントンDC

- Beiqijiaテクノロジービジネス地区（2016）、北京、中国
- Fanqe Road（2014）、北京、中国
- Fengming Mountain Park（2013）、重慶、中国
- Sowwah Square（2012）、アブダビ、アラブ首長国連邦
- 大運河広場（2007-2010）、ダブリン、アイルランド
- Monte Laa Central Park（2007）、ウィーン、オーストリア
- メサアーツセンター（2005）、メサ、アリゾナ、アメリカ
- 岐阜北方庭園（2000）
- 住宅都市開発プラザ（HUD）（1998）、ワシントン、コロンビア特別区、アメリカ
- Jacob Javitsコンベンションセンタープラザ（1997）、ニューヨーク、ニューヨーク、米国
- リオショッピングセンター（1988-2000）、アトランタ

## アートインスタレーション
- City and Nature Master Garden（2011）、西安、中国
- Aluminati（2008）、レイキャビク、アイスランド
- バークレイズ銀行本部（2004年）、ロンドン、イギリス
- Broward County Civic Arena（1998）、米国フロリダ州フォートローダーデール
- マイアミ国際空港防音壁（1996）、フロリダ州マイアミ
- King County Jailhouse Plaza（1987）、米国ワシントン州シアトル
- Whitehead Institute“ Splice Garden”（1986）、ケンブリッジ、マサチューセッツ州、米国
- Bagel Garden（1979）、マサチューセッツ州ボストン

## 展覧会
- 2015 - 「ロンドンの公演場」、ビルディングセンター、ロンドン、イギリス
- 2015年 - 「都市景観の再考」、ビルディングセンター、ロンドン、イギリス
- 2014年 - 「景観都市公共空間/ゲリラ産業祭」、ヤロスラフ・フラッグナルギャラリー、プラハ、チェコ共和国
- 2012年 - 「建築中国 - 現代の100のプロジェクト」、ドイツ - ライスエンゲルホルン美術館Zeughaus C5マンハイム
- 2011年 - 「マスターデザイナーズガーデン」、国際園芸展、西安、中国
- 2007年 - 「Public City Exhibition 2007」、ニューロンドン建築、ロンドン、イギリス
- 2006 - "The Good Life：レクリエーションのための新しい公共スペース"、Van Allen Institute、ニューヨーク、ニューヨーク、米国
- 2005年 - "Groundswell：現代風景の構築"、ニューヨーク近代美術館、ニューヨーク、アメリカ、
- 2004年 - 「ポストモダニズム再考」、ドイツ建築博物館、フランクフルト、ドイツ
- 2004年 - 「Paradise Transformed」、ビクトリア＆アルバート博物館、ロンドン、イギリス
- 2003年 - 「Asfalto：都市の性格」、Triennale di Milano、ミラノ、イタリア
- 2001 - "Together / Insieme"、国立建築博物館、イタリア、フェラーラ、
- 2001年 - 「Public Design 2001 Expo」、ベルリン、ドイツ
- 2000年 - 「アメリカの女性デザイナー、1900 - 2000年：多様性と違い」、バード大学院センター、ニューヨーク、ニューヨーク、アメリカ
- 2000年 - 「ハーバード大学におけるランドスケープ・アーキテクチャーの100年」、ハーバード大学デザイン学研究科、ケンブリッジ、マサチューセッツ州、米国
- 1999年 - 「ランドスケープ・アーキテクチャーの表現：フランシス・ローブ図書館および他のコレクションからの選択」、ハーバード大学、デザイン大学院、ケンブリッジ、アメリカ
- 1999年 - 「景色と意味：目に見える限り」、アトランタ芸術大学、ジョージア州アトランタ、アメリカ
- 1998年 - 「対面：芸術と公共」、Marlborough Gallery、ニューヨーク、ニューヨーク、アメリカ
- 1997年 - 「民主的なデザイン：連邦建築の新時代」、シカゴ、Anthenaeum、シカゴ、イリノイ、アメリカ
- 1997年 - 「シチズンシスターズ」、Sagacho Exhibit Space、東京、日本
- 1995 - "オースティンの公共の場の芸術"、オースティン市営ビル、オースティン、テキサス、アメリカ
- 1995年 - "Off the Shelf"、ハーバード大学デザイン大学院、ケンブリッジ、マサチューセッツ州、アメリカ
- 1995年 - "Der Garten。Gärtenin der Khunst-Gärtenin der Schweiz"、文化センター、Pfäffikon、スイス
- 1991年 - 「Green」、Max Protetch Gallery、ニューヨーク、ニューヨーク、アメリカ
- 1991 - "Projects in Architecture"、ヘンリー美術館、ワシントン大学、シアトル、ワシントン、アメリカ
- 1988年 - "The New Urban Landscape"、オリンピア＆ニューヨーク、ニューヨーク、ニューヨーク、アメリカ
- 1987年 - 「Mary Miss / Martha Schwartz」ヴァンガードギャラリー、ペンシルベニア州フィラデルフィア、アメリカ
- 1987年 - 「Beyond Ornamentation」、マサチューセッツ州ケンブリッジ、ビジネスデザイン研究所
- 1987年 - 「The Outdoor Chair」、カリフォルニア州サウサリートのTopher Delaney氏
- 1986年 - 「アメリカンガーデンを変革する：12の新しいランドスケープデザイン」、アーバンデザインセンター、ニューヨーク、ニューヨーク、アメリカ
- 1986年 - 米国マサチューセッツ州ケンブリッジのハーバード大学大学院デザイン研究科
- 1986年 - "Six Views"、カリフォルニア州立大学メインアートギャラリー、カリフォルニア州フラートン、アメリカ
- 1984年 - 「デザイナーとしての芸術家」、アメリカ、オハイオ州クリーブランド、現代美術館
- 1982年 - "Artist's Gardens and Parks"、マサチューセッツ工科大学ヘイデンギャラリー、マサチューセッツ州ケンブリッジ、アメリカ
- 1982年 - シカゴ現代美術館、イリノイ州シカゴ、アメリカ
- 1982年 - オハイオ州アーツ財団、クリーブランド、オハイオ州

## ニュースで
2008年にランドスケープアーキテクチャーの職業についての彼の否定的な見方に挑戦するプロモーションビデオで古い友人Will Alsopを引き受けました。  イギリスの庭園へのこだわりが国の公共スペースを阻んでいることについて彼女の見解に、デイリー・テレグラフが特集した。シュワルツは、イギリスが公共の空間から庭園を分離しない限り、この国は他のヨーロッパの都市に追いつかないだろうと主張した。